# Ruta 717 (Costa Rica)
La Ruta 717, oficialmente Ruta Nacional Terciaria 717, es una ruta nacional de Costa Rica ubicada en la provincia de Alajuela.

## Descripción
En la provincia de Alajuela, la ruta atraviesa el cantón de Grecia (los distritos de Tacares, Puente de Piedra).